# 탤러해시 타이거 샤크스
| 탤러해시 타이거 샤크스 | |
| 콘퍼런스               | 남부 콘퍼런스 (1997년~2001년) |
| 디비전                 | 웨스턴 디비전 (1994년~1995년) 사우스 디비전 (1995년~1997년) 사우스이스트 디비전 (1997년~1998년) (1999년~2001년) 사우스웨스트 디비전 (1998년~1999년) |
| 설립연도               | 1994년 |
| 해체연도               | 2001년 |
| 역사                   | 내슈빌 사우스 스타스 (1981년~1983년) 버지니아 랜서즈 (1983년~1990년) 로어노크 밸리 레벨스 (1990년~1992년) 로어노크 밸리 램페이지 (1992년~1993년) 헌츠빌 블래스트 (1993년~1994년) 탤러해시 타이거 샤크스 (1994년~2001년) 메이컨 우피 (2001년~2002년) 렉싱턴 맨오워 (2002년~2003년) 유타 그리즐리스 (2005년~현재) |
| 경기장                 | 탤러해시-레온 카운티 시빅 센터 |
| 연고지                 | 플로리다주 탤러해시 |
| 상징색                 | 하양, 빌리어드 그린, 회색 |
| 구단주                 | |
| 단장                   | |
| 감독                   | |
| NHL 제휴               | |
| AHL 제휴               | |
| 정규시즌 우승          | |
| 콘퍼런스 우승          | |
| 디비전 우승            | 1 (1997) |
| 켈리 컵                | |
| 영구 결번              | |

탤러해시 타이거 샤크스(Tallahassee Tiger Sharks)는 미국 플로리다주 탤러해시를 연고지로 하는 1994년부터 2001년까지 ECHL 소속되었던 아이스 하키팀이다.
2001년 연고지를 조지아주 메이컨 (메이컨 우피)로 이전했다.

## 역대 홈경기장
| 경기장                         | 사용기간 | 수용인원      | 장소                | 비고 |
| ------------------------------ | -------- | ------------- | ------------------- | ---- |
| 탤러해시 타이거 샤크스         |          |               |                     |      |
| 탤러해시-레온 카운티 시빅 센터 | 12,500명 | 1994년~2001년 | 플로리다주 탤러해시 | 빈칸 |